# Radeljski prelaz

Radeljski prelaz (674 m) (nemško Radlpass) je prelaz preko Kozjaka v vzhodnem delu Alp. Iz Radelj ob Dravi vodi cesta nad Radeljskim potokom čez Radeljski prelaz, ki leži pod vrhom Radelj (784 m) v Avstrijo, do naselja Ivnik (Eibiswald).